# Tatzallanala
Tatzallanala är en ort i Mexiko.   Den ligger i kommunen Atzalan och delstaten Veracruz, i den sydöstra delen av landet, 200 km öster om huvudstaden Mexico City. Tatzallanala ligger 1 546 meter över havet och antalet invånare är 348.
Terrängen runt Tatzallanala är kuperad åt sydväst, men åt nordost är den bergig. Runt Tatzallanala är det ganska tätbefolkat, med 129 invånare per kvadratkilometer. Närmaste större samhälle är Atzalan, 3,1 km sydväst om Tatzallanala. I omgivningarna runt Tatzallanala växer i huvudsak städsegrön lövskog.